# Transzvesztitizmus

A transznemű büszkeség zászlaja

A transzvesztitizmus fogalma az ellenkező nem ruháinak viselését takarja; tehát az ellenkező nem ruháit viselő személy a transzvesztita. Azonban a szónak emellett sokszor más kiegészítő jelentése is van.

## Történet
A „transzvesztitizmus” kifejezés sok jelentésváltozáson ment át, mióta 1910-ben megszületett; és még ma is több különböző értelemben használják. Ezért fontos mindig tisztázni, mire is gondolunk pontosan, mikor élünk vele. A különböző jelentésvariációk megértéséhez érdemes egy pillantást vetni a terminus fejlődésének történetére és a jelentés változásai mögött álló okokra.

### A kifejezés eredete
A terminust Magnus Hirschfeld alkotta meg a latin 'trans-' („keresztül”) és 'vestere' („öltözködik, visel”) szavak felhasználásával; és használta először „Die Transvestiten: eine Untersuchung über den erotischen Verkleidungstrieb” (szabadon: „A transzvesztiták: kutatás az álruha utáni  erotikus vágyról”) című könyvében. Olyan emberek leírására használta, akiknek szokásában állt önként az ellenkező nem ruháit viselni. (A biológiai és társadalmi nem fogalma akkoriban még nem különült el.) A Hirschfeld által vizsgált transzvesztitacsoport egyformán állt nőkből és férfiakból; homoszexuális, biszexuális, heteroszexuális és aszexuális irányultságú alanyokból.
Hirschfeld maga sem volt maradéktalanul elégedett a terminussal: tisztában volt vele, hogy az öltözködés csak különböző pszichológiai állapotok külső szimbóluma. Valójában segített kiharcolni pácienseinek az első névváltoztatásokat és szexuális átalakító műtéteket is. Tehát Hirschfeld transzvesztitái tulajdonképpen nem a mai értelemben vett transzvesztiták voltak, hanem a transzneműség teljes spektrumának képviselői.
Hirschfeld alapvetően egy hármas nemi keretben gondolkodott: rendszerében megkülönböztette a férfi, női és „egyéb” társadalmi nemet, mely utóbbit a harmadik nemnek nevezte. Ebbe a harmadik kategóriába tartozott mindenki, aki áthágta a hagyományos heteroszexuális norma határait. Mai értelemben a „másság” minden formáját (leszbikus/meleg, biszexuális és transznemű) ide sorolta, nem tett különbséget a transzvesztitizmus különböző árnyalatai között.
Mára szinte sehol nem használják a transzvesztitizmus kifejezést a hirschfeldi értelemben, a transzneműség modern kategóriája átvette ezt a szerepet.

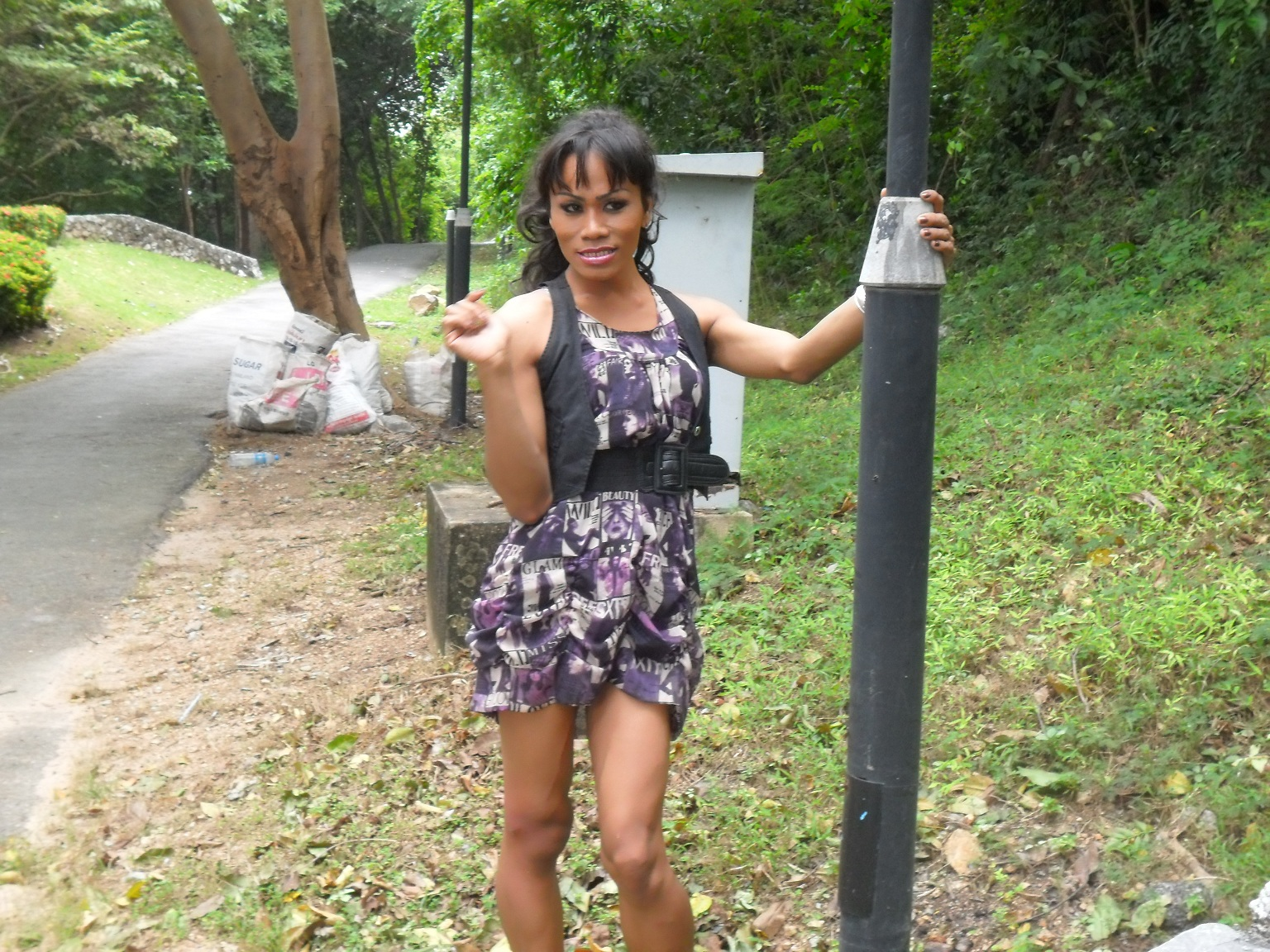
Egy transzvesztita Thaiföldön

### Modern használat
A második világháború és a nácizmus véget vetett nem csak Hirschfeld munkásságának, hanem a szexualitás területén végzett minden európai kutatásnak. Egészen a hatvanas évekig, Európában és Észak-Amerikában egyaránt, a transzvesztitizmust a homoszexualitás egy megnyilvánulásának, vagy a látens homoszexualitás jelének tekintették. Hirschfeld háromnemű rendszere is eltűnt és újra átvette helyét a kétpólusú gondolkodás.
Az 1960-as években Harry Benjamin kezdett újra foglalkozni a témával. A transzvesztita viselkedés bepréselése a két nemmel operáló keretbe azonban a transzszexualitás „felfedezéséhez” vezetett. Míg Magnus Hirschfeld még megpróbált helyet találni a társadalomban a harmadik nem számára; a cisznormatívitás korabeli erős nyomására a hagyományos heteronormatív nemi szerepektől eltérő személyiségű embereket megpróbálták rávenni, hogy „normális” férfiként, vagy nőként viselkedjenek. Amennyiben a transzvesztitizmus reparatív terápia jellegű „meggyógyítása” sikertelen lett, akkor akár nemváltoztató műtétek segítségével is. Azokat pedig, akik elutasították ezt a megoldást homoszexuálisnak, vagy szexuális fetisisztának bélyegezték.
Mivel a transzszexuálisoknak az orvosi kezelésekhez való hozzáféréshez gyakran a mai napig bizonyítaniuk kell, hogy nem „csak” transzvesztiták. Ugyan csökkenő tendenciát mutatva, de még a többségi társadalomnál is erősebb ellenérzéseket táplálnak a transzvesztitizmussal szemben.
A fentiek és a szexuális edukáció hiányosságai miatt miatt sokszor még manapság is a homoszexualitás, a fetisizmus és a transzszexualitás fogalmát társítják a transzvesztitizmushoz.

### Elválás a homoszexualitástól

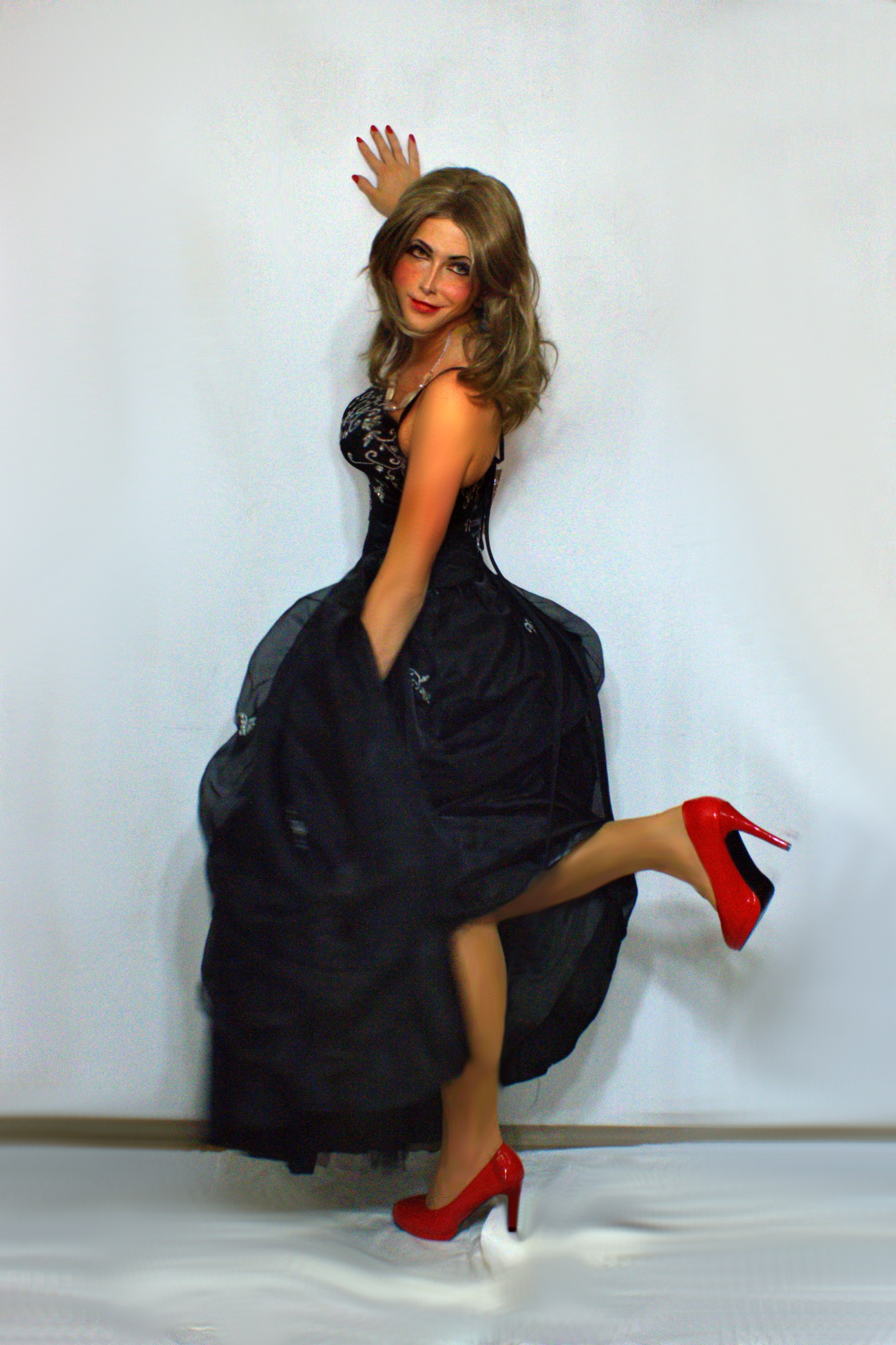
Egy brit crossdresser

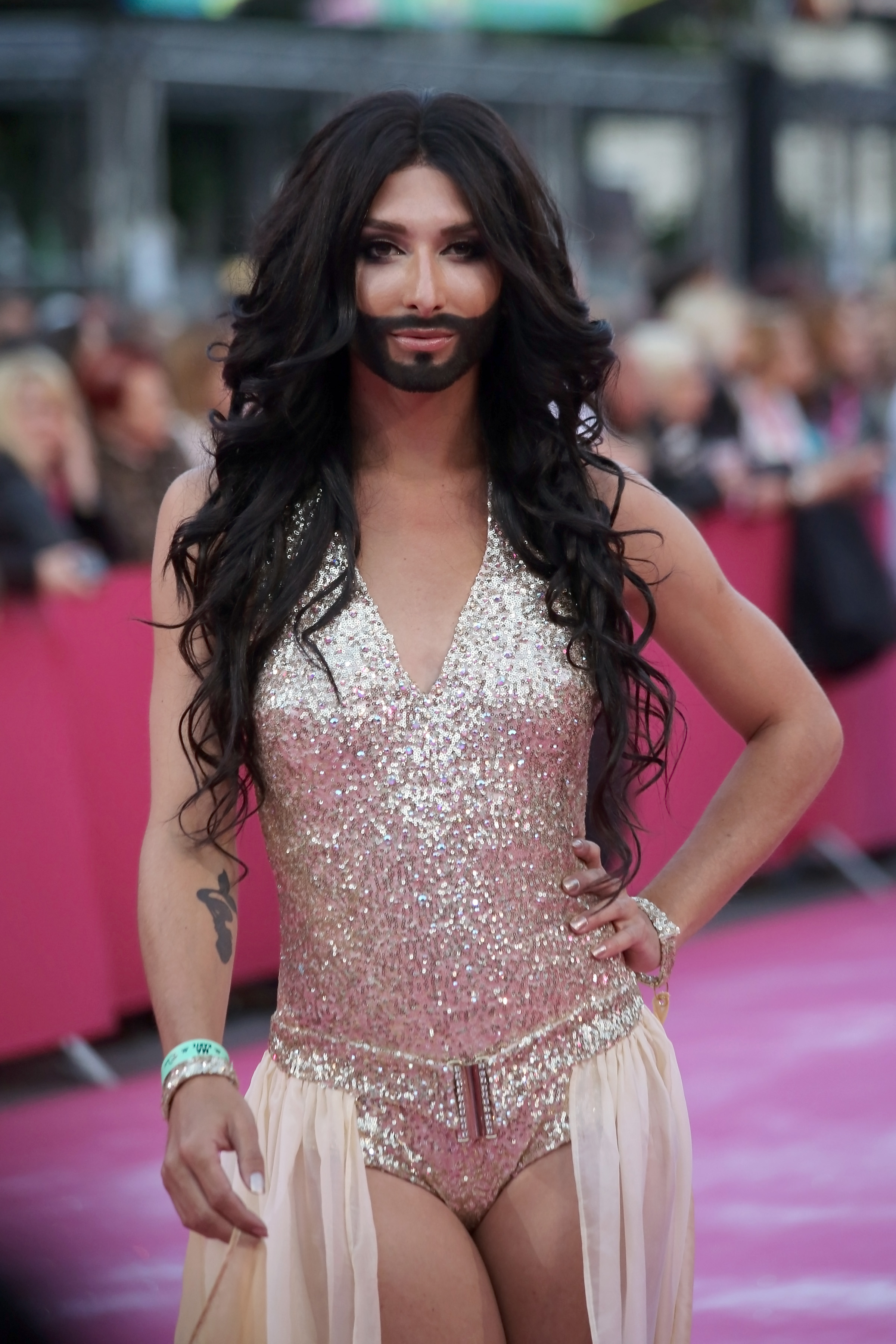
Transzvesztita híresség, Conchita Wurst énekes

A következő jelentésmódosulást a melegjogi mozgalmak felerősödése hozta magával. A Stonewall-lázadás után egyre több cisznemű nem heteroszexuális ember vált láthatóvá és mivel közülük kevesen mutattak transzvesztita viselkedést, a közvélemény egyre kevésbé hozta összefüggésbe a homoszexualitással. Az előadóművészi, többi ágától jelentősen eltérő formája, a „drag” azonban továbbra is szorosan kapcsolódik az LMBT közösséghez. A drag-eket a hazai közbeszédben transzvesztita előadóművészként is szokták nevezni.

#### „Cross-dressing”
A hetvenes években lezajló jelentésmódosulás után egy meglehetősen nagy csoport név nélkül maradt: a női ruhát viselni kedvelő heteroszexuális férfiak. Nem voltak elégedettek a transzvesztita kifejezéssel, ezért elkezdték használni magukra a „cross-dresser” szót. (Szó szerint „keresztöltözők”. A kifejezésnek máig nincs magyar megfelelője.)
A „cross-dresser”-ek elhatárolódnak minden szexuális jellegű fétisizmustól, saját bevallásuk szerint egyszerűen szeretik az ellenkező nem ruháit hordani. Valószínűleg az ő kiállásuk következménye, hogy a transzvesztita fétisizmus fogalma egyértelműen elkülönült a transzvesztitizmustól. A rájuk irányuló figyelem azonban a transzvesztitizmus egy újabb jelentésvariánsának kialakulásához vezetett: transzvesztita alatt néha ezeket a heteroszexuális, női ruhát viselő férfiakat értik (akik saját magukat „cross-dresser”-ként aposztrofálják).

## Okok, magyarázatok
A női ruha viselésének okai a szakirodalom szerint a következők lehetnek:
A. életmód, divat:
1. irigység a női öltözködés miatt (a férfi ruhák szürkék, unalmasak, egyhangúak, a női ruhák változatosak, mások és szebbek anyagban, minőségben, színben, fazonban),
2. praktikusság, kényelem, ár (hálóing, cipő, hidegben nylon harisnya,– ha van is férfiben, az drága és nem olyan),
3. egyenjogúság hiányolása, társadalom megváltoztatása (nők maguktól értetődően viselnek férfi ruhát),
4. kíváncsiság (milyen lehet kinézetre, érzésre öltözködéskor, viseléskor, mozgáskor),
B. hobbi, öröm:
1. jó buli (szórakozás, örömszerzés, időtöltés, unalom elűzése, játszadozás, álmodozás, vágyakozás)
2. feldobottság érzése (vérnyomásemelés, lebukás veszélye, észreveszik-e a ruhát, azt, hogy „más vagyok”),
3. erotikus játék (az átöltözés öröme szexuális pluszt ad),
4. vonzódás a nők felé (a másik nem által viselt holmikon keresztül fokozott mértékben váltódik ki, utolérni őket öltözködésben, viselkedésben, gondolkodásban),
C. egyéb okok:
1. félrenevelés, mert pl. születéskor lányt vártak (nevelés, hajviselet, kislányos ruhák),
2. női nevelői dominancia (csonka család vagy a családban az anya túlzottan meghatározó személyiség),
3. magányosság feloldása (szorongó gyermek anyja hiányát pótolja, ill. ha nincs kéznél nő, akkor csinál magának),
4. félénkség feloldása (nem tud kapcsolatot teremteni, ezért nőt csinál magának)
5. szerepjátszás (női „bőrbe” bújás, női szerep, női hasonmás alkotása),
6. befelé húzódó én extrovertáltra (= érdeklődésével a külső világ felé fordul) váltása (utcára menés átöltözve).
7. figyelemfelhívás (én is itt vagyok)
8. feltűnési viszketegség (átlagostól, normálistól különbözni vágyás, magamutogatás),
9. megbotránkoztatás, lázadás (szokásokkal dacolás, régebben hosszú haj, fülbevaló),
10. menekülés a férfi társadalmi lét problémái elől (szorongás oldása, kikapcsolódás),
11. a személyiség női oldalának erőteljesebb átélése (játék a női léttel, vagy annak gondolatával),

## Női transzvesztitizmus
A nyugati kultúrákban gyakorlatilag lehetetlenné vált nők számára a transzvesztita viselkedés, hiszen a férfiak egyre több ruhadarabja vált számukra is megengedetté és divatossá. A leszbikus közösség tagjainak egyedi transzvesztitizmusa, a "Butch" vagy "Dyke"-ok férfi ruházkodása is megritkult; így gyakorlatilag nem volt szükség a fizikailag nő transzvesztitákat leíró szóra.
A transzvesztitizmus fogalmát még ma is szinte kizárólag férfiak esetében használják; bár néhány kutató, és a leszbikus közösség néhány tagja nemrégiben újra elkezdte férfiként öltöző nőkre vonatkozóan alkalmazni a kifejezést. (Bár a drag king(en) megnevezés kétségkívül gyakoribb.)

## Összegzés
A transzvesztitizmus kifejezésnek sok különböző jelentése van, és több eltérő értelemben is használják. Átfedések előfordulhatnak. Ezek közül néhány ellentmond egymásnak; de közös vonásuk:
- hogy a születéskor kapott társadalmi nemmel és hozzá társított nemi szereptől eltérő ruházkodási szokásokat űző személyekre vonatkoznak;
- hogy elhatárolódnak a fetisizmustól és a transzszexualitástól. (A tudatuk azonosul a születésükkor kapott társadalmi nemmel.)

Ezért használat közben, a félreértések elkerülése végett lehetőleg tisztázni kell, hogy milyen értelemben élünk a kifejezéssel. Az angolszász tudományos irodalomban transzvesztitizmus helyett mára főleg a „cross-dressing” kifejezés a használatos.

## Külső hivatkozások
- http://www.travik.hu
- http://travesztinet.uw.hu Archiválva 2010. május 28-i dátummal a Wayback Machine-ben
- http://transzvesztita.lap.hu
- https://web.archive.org/web/20071210145436/http://www.transzformers.extra.hu/
- http://travesztinet.uw.hu/files/harry.htm Archiválva 2008. május 2-i dátummal a Wayback Machine-ben Harry Benjamin táblázat (MtoF)
- https://web.archive.org/web/20090821123635/http://www.tabutv.hu/video/ilyen_egy_new_yorkbol_jott_transzvesztita_429 Marlon Extravaganza a transzvesztitizmusról (video)

## Magyar nyelvű irodalom
- Vanessa Baird: A szexuális sokféleség, HVG kiadói Rt., Budapest, 2003., ISBN 9789637525391
- Dr. Buda Béla: Szexuális viselkedés - Jelenségek és zavarok - társadalmi és orvosi dilemmák, Animula, Budapest, 1994., ISBN 9638089415
- Annemarie Jagose: Bevezetés a queer-elméletbe, Új mandátum Könyvkiadó, Budapest, 2003., ISBN 9789639494183
- Már nem tabu: Kézikönyv tanároknak leszbikusokról, melegekről, biszexuálisokról és transzneműekről, Labrisz Leszbikus Egyesület, Budapest, 2002., ISBN 9630098164